# بروك بورك
بروك بورك تشارفيت (بالإنجليزية: Brooke Burke Charvet)‏ (ولدت في 8 سبتمبر 1971) المعروف باسمها قبل الزواج،بروك بورك، ممثلة وراقصة، وعارضة أزياء وشخصية تلفزيونية أمريكية.

## نشأتها
ولدت بروك ليزا بيرك في هارتفورد ، كونيتيكت وترعرعت في توكسون ، أريزونا ، وهي أصغر شقيقين من دونا وجورج بيرك. والدتها من أصول برتغالية لكنها تم تبنيها  ثم نشأت يهودية. والدها من أصل فرنسي وأيرلندي وترك الأسرة عندما كانت في الثانية من عمرها. ثم ترعرعت على يد زوج أمها الأرميني في ديانة والدتها اليهودية. تقوم بتربية أطفالها اليهود رغم أنها تحتفل أيضًا بعيد الميلاد.

## روابط خارجية
- brookeburkeعلى تويتر.
- بروك بورك على موقع IMDb (الإنجليزية)
- بروك بورك على موقع ألو سيني (الفرنسية)
- بروك بورك على موقع أول موفي (الإنجليزية)
- بروك بورك على موقع إن إن دي بي (الإنجليزية)
- بروك بورك على موقع قاعدة بيانات الفيلم (الإنجليزية)
- بروك بورك على موقع كينوبويسك (الروسية)
- Brooke Burke-Charvet at https://www.poise.com/